# Kleinlützel
Kleinlützel és un municipi del cantó de Solothurn (Suïssa), al districte de Thierstein.